# Uromys hadrourus
Uromys hadrourus — вид гризунів із родини Muridae. Зустрічається тільки в Австралії, на північному сході Квінсленда. Це нічний повністю наземний гризун, який веде свій спосіб життя лише у тропічних лісах, де він тісно пов'язаний із густою рослинністю підліску та великою кількістю повалених колод на нижніх схилах і балках, а також навколо верхів'їв потоків. Його раціон включає насіння, безхребетних (здебільшого захоплених шляхом розривання розкладених колод), сік (отриманий під час жування кори опор дерев) і повітряне коріння дерев. Вдень він гніздиться в норах із входами, прихованими під листям, у дуплах біля основи дерев або під берегами струмка.
Передбачається, що зміна клімату та пов’язані з цим фактори матимуть серйозний згубний вплив на цей вид, діючи прямо чи опосередковано через зменшення площі тропічних лісів, деградацію середовища існування через збільшення частоти сильних циклонів, збільшення частоти високих температур та зменшення кількості вільної води в тумані.
Період розмноження, ймовірно, триває з листопада по квітень. Довговічність може становити 4–5 років, тому тривалість покоління тут прийнята рівною 2–3 рокам.